# 印度狼
印度狼（学名：Canis indica），又名亞洲狼，是生活在印度至中東的一種食肉目哺乳動物。牠原先被認為是灰狼的亞種，但從其mtDNA的研究顯示牠是另一個物種。其种加词“indica”意为“印度的”。

## 分類
有指印度狼沒有與其他的狼亞種相互交配接近40萬年，故此牠可能並非灰狼的亞種，而是一個獨立的物種。英國自然學家荷吉森（Brian Houghton Hodgson）是第一個於1847年將印度狼描述為獨立物種C. laniger的人，不過他真正描述的卻並非印度狼。
另一名英國的自然學家William Thomas Blanford於1888年描述印度狼為C. pallipes。他指C. pallipes比C. laniger細小，冬天的毛皮較短及薄，頭顱骨及牙齒亦較細小。再者，牠指荷吉森的描述只是灰狼的亞種（C. lupus laniger）。
於1941年，英國的Reginald Innes Pocock將此兩種狼都分類為灰狼的亞種（C. l. pallipes及C. l. laniger）。後來荷吉森所描述的狼已被重置為歐亞灰狼，而印度狼則維持其分類。
線粒體DNA的研究發現印度狼是一個獨立的物種，學名現被稱為Canis indica。另外，同樣的研究亦成立了喜瑪拉雅狼的獨立物種（C. himalayaensis）。印度狼有可能約於40萬年前的更新世遷徙至印度，且與狼的共同祖先分隔。但其他分佈在阿拉伯半島及巴基斯坦（非印度）的所謂印度狼，仍被包含在灰狼的亞種中，並更名為伊朗狼（C. l. pallipes）。

## 外表及適應性
印度狼的毛很短及濃密，一般都是紅色、茶色或淺黃色。牠們身高約60-95厘米，重18-27公斤，比灰狼較細小。牠們一般會在10月交配。
印度狼生活於半乾罕及炎熱地區。牠細小的體型適合獵食這些地區細小的有蹄類、兔、野兔及齧齒目。
雖然在約瑟夫·魯德亞德·吉卜林所著的故事中，印度狼與豺為敵，但事實上牠們之間只有有限的競爭。印度狼棲息的曠野及主要吃齧齒目動物，而豺則棲息在密林中及獵食中等體型的有蹄類，所以牠們能夠同時生存。
有指印度狼不會像狄狼般經常咆哮。

## 分佈
印度狼棲息在當印度的半沙漠，牠們主要分佈在古吉拉特邦、拉賈斯坦邦、哈里亞納邦、北方邦、中央邦、馬哈拉施特拉邦、卡納塔克邦及安得拉邦。2004年統計印度狼約有2000-3000頭。
由於印度狼會吃人類小孩及家畜，縱然被列為瀕危物種，亦長期被獵殺。拉賈斯坦邦相信是唯一有飼養印度狼。

## 襲擊人類
印度狼一般捕食野生的獵物，但牠們的獵物亦因人類介入而減少。印度狼現被迫獵食家畜使牠們接近人類，尤其是沒有看管的小孩。現今在印度出現小孩被印度狼捕捉的情況類似過往歐洲的情況。
1996-1997兩年間，在北方邦有74人被狼所殺或傷害，大部份為小於10歲的小孩。有記錄的最惡劣時是於1878年的英屬印度，一年內就有624人被狼所殺死。

## 外部連結
- https://web.archive.org/web/20090421010138/http://www.wolf.org/wolves/news/iwmag/2004/summer/world.pdf